# Cyphostemma uter
Cyphostemma uter là một loài thực vật hai lá mầm trong họ Nho. Loài này được (Exell & Mendonça) Desc. miêu tả khoa học đầu tiên năm 1967.